# (15005) Guerriero
(15005) Guerriero (1997 XY10) – planetoida z pasa głównego asteroid okrążająca Słońce w ciągu 5,65 lat w średniej odległości 3,17 j.a. Odkryta 7 grudnia 1997 roku.